# Он ещё вернётся
«Он ещё вернётся» — советский военный фильм, снимавшийся в 1942 году на Тбилисской киностудии режиссёром Николаем Шенгелая.

## Сюжет
Молодой боец-грузин в одном из боев за русское село становится свидетелем героической гибели местной девушки-комсомолки. После ранения он приезжает на побывку в родное село. Но память о девушке, умершей на его руках, не дает ему покоя, а её фотография становится причиной недоразумения между ним и его невестой Нино. Но вскоре истина проясняется, и невеста провожает его на фронт.

## В ролях
- Нато Вачнадзе — Манана
- Александр Омиадзе — отец Манан
- Теймураз Хелашвили — Георгий
- Дудухана Церодзе — Гогуца
- Александр Жоржолиани — почтальон
- Кира Андроникашвили — мать

В эпизодах: Шалва Гамбашидзе, Владимир Кавсадзе, Елизавета Черкезишвили, Евгений Самойлов и другие.

## О фильме
Съемка фильма была начата осенью 1942 года, фильм снимал режиссёр Николай Шенгелая, но во время съёмок в январе 1943 года он умер, фильм заканчивала снимать его жена — она же исполнительница роли актриса Нато Вачнадзе и режиссёр Диомиде Антадзе. Хотя обычно указывается, что фильм был закончен в 1943 году, но согласно документам он был исключён из планов киностудии 1943 года, как и несколько других фильмов, с формулировкой «посвящены первому периоду войны — устарели», киновед Евгений Марголит указывал, что: «документов, запрещающих фильм, разыскать не удалось. … Возможно, фильм демонстрировался в Грузии на республиканском экране».